# Carroll (Nebraska)
Carroll – wieś w Stanach Zjednoczonych, w stanie Nebraska, w hrabstwie Wayne.